# Valverdejo
Valverdejo – gmina w Hiszpanii, w prowincji Cuenca, w Kastylii-La Mancha, o powierzchni 32,47 km². W 2011 roku gmina liczyła 113 mieszkańców.